# ساتا (مجارستان)
ساتا (به مجاری:  Szatta) یک شهرداری در مجارستان است که در ناحیه کورمند واقع شده‌است. ساتا ۶٫۰۱ کیلومتر مربع مساحت و ۷۱ نفر جمعیت دارد.